# アラジン2
『アラジン2』は、1991年にサミー工業（現・サミー）が開発・販売したパチスロ機（3-1号機）で『アラジン』の後継機。

## アラジンチャンス
前作の集中役・アラジンチャンスはその突入確率をアップさせたが、同時にパンク確率も上がった。開発者の談話ではアラジン2はアラジンチャンス突入後全てBIGボーナスで終了させようとしていたが3号機の規定によりボーナスでのパンク以外にパンク確率を設けなければならなかったため前作ほどの爆発力は影を潜めたとしている。

## すべり
BIGやBAR、ミニボーナス（ラクダ・三日月）当選時にはリールが大幅にすべりを起こし、ボーナス当選をプレイヤーに対してわかりやすく告知している。前作でも存在した「単チェリー」も健在。しかし前作とは違い単チェリー＋すべりでBIG、REGが成立しておりボーナス非成立時には単チェリーであっても中、右リールのすべりは発生しないという特徴がある。

## ボーナス抽選確率
以下は全てメーカー発表値。
- ビッグ抽選確率は設定1 - 3は共通で1/492.8、設定4・5は1/442.8、設定6は1/300.6。
- レギュラー抽選確率は全設定共通1/492.8。

アラジンチャンス抽選確率および各設定の機械割
| 設定 | 確率     | 機械割  |
| ---- | -------- | ------- |
| 1    | 1/2184.5 | 89.0％  |
| 2    | 1/1638.4 | 91.0％  |
| 3    | 1/1191.6 | 96.0％  |
| 4    | 1/1170.3 | 101.0%  |
| 5    | 1/897.6  | 105.0％ |
| 6    | 1/704.7  | 116.0％ |

- アラジンチャンスパンク確率は設定1・2が1/218.3、設定3以上が1/299.4。

## ゲーム機
- オンラインゲームサイト「777town.net」にてプレイが可能である。